# 2020年のJリーグカップ
2020年のJリーグカップは、2020年2月16日より開催され、2021年1月4日に決勝が行われた、第28回Jリーグカップである。

## 概要
ヤマザキビスケットを冠スポンサーとして、「2020JリーグYBCルヴァンカップ」(英: 2020 J.LEAGUE YBC Levain CUP)の名称で行う。
前年までの大会方式を踏襲して開幕したが、新型コロナウイルス感染拡大の影響を受けてリーグ戦を含め長期中断となったことから、大会レギュレーションや日程が変更となっている。開幕後のレギュレーション変更は大会史上初めて。

## 大会レギュレーション
大会の基本レギュレーションと準決勝までの開催日については2019年12月16日に、グループ分けと試合日程は2020年1月16日にJリーグから発表された。前年のレギュレーションを踏襲しているが、この年はリーグ戦の開幕が2月21日となり、それよりも早い開幕となった。
- 2020明治安田生命J1リーグに参加する18クラブは全クラブ参加。加えて、AFCチャンピオンズリーグ2020 (ACL) プレーオフラウンド (1月28日)の結果次第で、2019明治安田生命J1リーグ17位の松本山雅FC及び同18位のジュビロ磐田も参加する。昇格組では横浜FCが2007年大会以来13年ぶりの出場（柏レイソルは前年も出場しており、連続出場）。
  - 18クラブのうち、横浜F・マリノス (リーグ戦優勝)・ヴィッセル神戸 (天皇杯優勝)は ACLグループステージに出場するため、グループステージ・プレーオフステージは免除され、プライムステージからの出場。
  - FC東京と鹿島アントラーズはACLプレーオフラウンドに出場するため、ACLプレーオフラウンドに勝利してACLグループステージに進出した場合にグループステージ・プレーオフステージを免除となり、ACLプレーオフラウンドに敗退した場合はグループステージからの出場となる。この2チームのうち、1クラブがACLプレーオフに勝利した場合は松本が、2クラブともACLプレーオフに勝利した場合は松本と磐田がグループステージに参加する。その後、2020年1月28日に開催されたACLプレーオフでFC東京のみACLグループステージ出場を決めたため、ACLプレーオフを敗退した鹿島と松本の出場 (グループステージ参加)が決定した[3]。
- グループステージはACLグループステージ出場クラブを除いた16クラブを2019シーズンのJ1リーグ戦順位をもとに4組に分けて、各組2回総当たり (ホーム・アンド・アウェー)でリーグ戦を行う。
  - Aグループ：鹿島アントラーズ (3位)、川崎フロンターレ (4位)、清水エスパルス (12位)、名古屋グランパス (13位)
  - Bグループ：セレッソ大阪 (5位)、ベガルタ仙台 (11位)、浦和レッズ (14位)、松本山雅FC (17位)
  - Cグループ：サンフレッチェ広島 (6位)、北海道コンサドーレ札幌 (10位)、サガン鳥栖 (15位)、横浜FC (J2・2位)
  - Dグループ：ガンバ大阪 (7位)、大分トリニータ (9位)、湘南ベルマーレ (16位)、柏レイソル (J2・1位)
  - グループステージは全試合90分 (前後半45分ハーフ、延長戦なし)とし、勝ち点の多い順にグループ内の順位を決定する。勝ち点で並んだ場合には、最終順位決定時に以下の条件で優劣を決定する。
    1. 勝ち点が同一クラブ間での「勝ち点」→「得失点差」→「得点数」→「アウェーゴール」
勝ち点で3クラブ以上が並んでいて、上記の条件を適用してもなお2クラブ以上の成績が並ぶ場合は、該当するクラブ間に対してこの条件を再度適用する。それでもなお順位が決定できないクラブがある場合には、下記の手順を適用する。
    2. グループ全試合での「得失点差」→「得点」
    3. PK戦 (順位決定にかかわるクラブが2クラブのみで、かつ最終節直接対決の場合に限る。ABAB方式で開催され、決着しない場合は6人目以降サドンデス)
    4. 反則ポイント
    5. 抽選
- 各グループステージの上位クラブがプレーオフステージ進出。ACLグループステージ進出クラブ数によりプレーオフ出場クラブ数が変動する。
  - ACLグループステージ進出が4クラブ：各グループステージの上位2クラブ (計8クラブ)
  - ACLグループステージ進出が3クラブ：各グループステージの上位2クラブ+3位クラブの内上位2クラブ (計10クラブ)
  - ACLグループステージ進出が2クラブ：各グループステージの上位3クラブ (計12クラブ)
- プレーオフステージはグループステージを勝ち上がったクラブ同士の対戦により、ホーム・アンド・アウェーでの2試合制で実施される。
  - 組み合わせ：Aグループ1位 - Dグループ2位 / Bグループ1位 - Cグループ2位 / Cグループ1位 - Bグループ2位 / Dグループ1位 - Aグループ2位 (第1戦は各グループ2位クラブのホームで開催予定)
  - 勝者 (勝利数の多いクラブ。同勝利数の場合は下記により決定) がプライムステージに進出。

  1. 2試合における合計得点数 (＝得失点差)
  2. アウェーでの得点数 (アウェーゴールルール)
  3. 15分ハーフの延長戦 (第2戦の後半終了後に引き続き実施、アウェーゴールルールは採用せず)
  4. PK戦 (グループステージと同様)

### 新型コロナウイルス感染拡大に伴うレギュレーション変更
第1節が行われた後の2月24日に示された新型コロナウイルス感染拡大についての国の専門家会議の見解 を受け、チェアマン権限により2月26日開催予定だったグループステージ第2節7試合の延期を決定。2月25日午後に行われた理事会で3月15日まで開催予定のJリーグ全公式戦（ルヴァンカップはグループステージ第2節・第3節の全試合）が開催延期となった。3月25日、グループステージ第4節-第6節の開催延期が決定。さらに4月8日、ルヴァンカッププレーオフステージ第1戦の開催延期が決定した。
このようにリーグ戦を含めた大会日程が大幅にずれ込んだことを踏まえ、2020年6月5日に開催された臨時理事会において、大会方式を以下の通り変更することが決定された。
- すべての試合でU-21先発ルール（2020年12月31日において満年齢21歳以下の日本国籍選手を1人以上先発に含める）を適用しない。
- グループステージは、組み合わせを当初通りとした上で、今までの「2回戦総当たり」（各クラブ6試合）から「1回戦総当たり」（各クラブ3試合）に変更する。
  - グループステージ第1節の結果はそのまま有効とする。
  - J2から参加していた松本山雅FCは第2節以降試合を行なわず（得失点差0の不戦敗扱い）、グループBで松本と第2節以降対戦予定だったベガルタ仙台と浦和レッズには全日程終了後に勝ち点3を加算してグループ内およびグループ間の順位を決定する。
- プレーオフステージを取りやめ、各グループステージの最上位クラブ+2位クラブの内最上位クラブ (計5クラブ) がプライムステージに進出。
- プライムステージはグループステージを勝ち上がった5クラブと、ACL参加の3クラブを加えた8クラブで1回戦制のノックアウトトーナメントを戦う。またプライムステージでは決勝戦を除き延長戦は実施しない（90分で同点の場合はPK戦により決着をつける）。
  - 組み合わせ抽選は2020年8月13日に開催された。プライムステージ進出クラブ代表によるオープンドロー（公開抽選）により行われるのは例年と同様だが、この年は各チームの代表がWeb会議システムで参加した上で、Jリーグ公式YouTubeチャンネル「JリーグTV」で生配信された。参加選手は、大島僚太（川崎）、都倉賢（C大阪）、進藤亮佑（札幌）、呉屋大翔（柏）、米本拓司（名古屋）、松田詠太郎（横浜FM）、古橋亨梧（神戸）、内田宅哉（FC東京）[10]。

## 大会日程
各日程については2019年12月16日に発表された。日曜日開催のグループステージ第1節を除き、グループステージとプレーオフステージは全てミッドウィーク（水曜日）開催となる。また、東京オリンピック期間中はリーグ戦同様に開催されないものとしていた。
その後、新型コロナウイルス感染拡大の影響でグループステージ第2節以降が延期となり、レギュレーション変更に合わせて日程の見直しが行われた（前述）。変更後の日程は2020年6月15日に発表された。日付は特記無き限り2020年。
| ステージ           | ラウンド           | 試合    | 当初予定                  | 変更後       | 備考                                                  |
| ------------------ | ------------------ | ------- | ------------------------- | ------------ | ----------------------------------------------------- |
| グループステージ   | グループステージ   | 第1節   | 2月16日 (日)              | 2月16日 (日) |                                                       |
| グループステージ   | グループステージ   | 第2節   | 2月26日 (水) 3月11日 (水) | 8月5日 (水)  |                                                       |
| グループステージ   | グループステージ   | 第3節   | 3月4日 (水)               | 8月12日 (水) |                                                       |
| グループステージ   | グループステージ   | 第4節   | 4月8日 (水)               | 取り止め     |                                                       |
| グループステージ   | グループステージ   | 第5節   | 4月22日 (水)              | 取り止め     |                                                       |
| グループステージ   | グループステージ   | 第6節   | 5月6日 (水)               | 取り止め     |                                                       |
| プレーオフステージ | プレーオフステージ | 第1試合 | 5月27日(水)               | 取り止め     |                                                       |
| プレーオフステージ | プレーオフステージ | 第2試合 | 6月26日(水)               | 取り止め     |                                                       |
| プライムステージ   | 準々決勝           | 第1試合 | 9月2日(水)                | 9月2日(水)   | ACL2020グループステージ出場チームの出場 1回戦制に変更 |
| プライムステージ   | 準々決勝           | 第2試合 | 9月6日(日)                | 9月2日(水)   | ACL2020グループステージ出場チームの出場 1回戦制に変更 |
| プライムステージ   | 準決勝             | 第1試合 | 10月7日(水)               | 10月7日(水)  | 1回戦制に変更                                         |
| プライムステージ   | 準決勝             | 第2試合 | 10月11日(日)              | 10月7日(水)  | 1回戦制に変更                                         |
| プライムステージ   | 決勝               | 決勝    | 10月24日(土)              | 11月7日(土)  | 後に2021年1月4日（月）に再延期                        |

## グループステージ

### Aグループ
| 順 | チーム           | 試 | 勝 | 分 | 敗 | 得 | 失 | 差 | 点 |  |     | FRO | GRA | ANT | SSP |
| -- | ---------------- | -- | -- | -- | -- | -- | -- | -- | -- |  | --- | --- | --- | --- | --- |
| 1  | 川崎フロンターレ | 3  | 2  | 1  | 0  | 10 | 5  | +5 | 7  |  |     |     |     |     | 5–1 |
| 2  | 名古屋グランパス | 3  | 2  | 1  | 0  | 6  | 2  | +4 | 7  |  | 2–2 |     | 1–0 |     |     |
| 3  | 鹿島アントラーズ | 3  | 1  | 0  | 2  | 5  | 6  | −1 | 3  |  |     | 2–3 |     |     |     |
| 4  | 清水エスパルス   | 3  | 0  | 0  | 3  | 3  | 11 | −8 | 0  |  |     | 0–3 | 2–3 |     |     |

| 2020年2月16日 第1節 | 川崎フロンターレ                                                          | 5 - 1             | 清水エスパルス  | 川崎市                                                   |
| 14:03               | - レアンドロ・ダミアン 10分 - 長谷川竜也 23分, 74分 - 小林悠 83分, 90+5分 | 公式記録 試合経過 | - 石毛秀樹 67分 | 競技場: 等々力陸上競技場 観客数: 17,057人 主審: 西村雄一 |

| 2020年2月16日 第1節 | 名古屋グランパス | 1 - 0             | 鹿島アントラーズ | 名古屋市                                                  |
| 14:03               | - マテウス 43分  | 公式記録 試合経過 |                  | 競技場: パロマ瑞穂スタジアム 観客数: 9,364人 主審: 中村太 |

| 2020年8月5日 第2節 | 鹿島アントラーズ      | 2 - 3             | 川崎フロンターレ                              | 鹿嶋市                                                              |
| 19:03              | - 伊藤翔 84分, 90+3分 | 公式記録 試合経過 | - 三笘薫 43分 - 大島僚太 47分 - 旗手怜央 55分 | 競技場: 県立カシマサッカースタジアム 観客数: 2,591人 主審: 木村博之 |

| 2020年8月5日 第2節 | 清水エスパルス | 0 - 3             | 名古屋グランパス                                    | 静岡市                                                     |
| 19:03              |                | 公式記録 試合経過 | - 丸山祐市 45+3分 - マテウス 54分 - 山﨑凌吾 90+2分 | 競技場: IAIスタジアム日本平 観客数: 1,919人 主審: 村上伸次 |

| 2020年8月12日 第3節 | 清水エスパルス                                | 2 - 3             | 鹿島アントラーズ                                | 静岡市                                                     |
| 19:03               | - 宮本航汰 42分 - ジュニオール・ドゥトラ 54分 | 公式記録 試合経過 | - 白崎凌兵 18分 - 染野唯月 81分 - 松村優太 86分 | 競技場: IAIスタジアム日本平 観客数: 2,767人 主審: 佐藤隆治 |

| 2020年8月12日 第3節 | 名古屋グランパス                            | 2 - 2             | 川崎フロンターレ   | 名古屋市                                                    |
| 19:03               | - 相馬勇紀 1分 - ガブリエル・シャビエル 7分 | 公式記録 試合経過 | - 三笘薫 6分, 38分 | 競技場: パロマ瑞穂スタジアム 観客数: 4,858人 主審: 池内明彦 |

| 2020年2月26日 第2節 | 名古屋グランパス | v | 清水エスパルス | 名古屋市                     |
| 19:00               |                  |   |                | 競技場: パロマ瑞穂スタジアム |

| 2020年3月11日 第2節 | 鹿島アントラーズ | v | 川崎フロンターレ | 鹿嶋市                                   |
| 19:00               |                  |   |                  | 競技場: 茨城県立カシマサッカースタジアム |

| 2020年3月4日 第3節 | 川崎フロンターレ | v | 名古屋グランパス | 川崎市                   |
| 19:00              |                  |   |                  | 競技場: 等々力陸上競技場 |

| 2020年3月4日 第3節 | 清水エスパルス | v | 鹿島アントラーズ | 静岡市                      |
| 19:00              |                |   |                  | 競技場: IAIスタジアム日本平 |

| 2020年4月8日 第4節 | 川崎フロンターレ | v | 鹿島アントラーズ | 川崎市                   |
| 19:00              |                  |   |                  | 競技場: 等々力陸上競技場 |

| 2020年4月8日 第4節 | 清水エスパルス | v | 名古屋グランパス | 静岡市                      |
| 19:30              |                |   |                  | 競技場: IAIスタジアム日本平 |

| 2020年4月22日 第5節 | 鹿島アントラーズ | v | 清水エスパルス | 鹿嶋市                                   |
| 19:00               |                  |   |                | 競技場: 茨城県立カシマサッカースタジアム |

| 2020年4月22日 第5節 | 名古屋グランパス | v | 川崎フロンターレ | 名古屋市                     |
| 19:00               |                  |   |                  | 競技場: パロマ瑞穂スタジアム |

| 2020年5月6日 第6節 | 鹿島アントラーズ | v | 名古屋グランパス | 鹿嶋市                                   |
| 14:00              |                  |   |                  | 競技場: 茨城県立カシマサッカースタジアム |

| 2020年5月6日 第6節 | 清水エスパルス | v | 川崎フロンターレ | 静岡市                      |
| 14:00              |                |   |                  | 競技場: IAIスタジアム日本平 |

### Bグループ
| 順 | チーム       | 試 | 勝 | 分 | 敗 | 得 | 失 | 差 | 点 |  |     | CER | RED | VEG      | YAM      |
| -- | ------------ | -- | -- | -- | -- | -- | -- | -- | -- |  | --- | --- | --- | -------- | -------- |
| 1  | セレッソ大阪 | 3  | 3  | 0  | 0  | 8  | 1  | +7 | 9  |  |     |     | 1–0 |          | 4–1      |
| 2  | 浦和レッズ   | 2  | 1  | 0  | 1  | 5  | 3  | +2 | 6  |  |     |     |     | 5–2      | [ 注 2 ] |
| 3  | ベガルタ仙台 | 2  | 0  | 0  | 2  | 2  | 8  | −6 | 3  |  | 0–3 |     |     | [ 注 3 ] |          |
| 4  | 松本山雅FC   | 1  | 0  | 0  | 1  | 1  | 4  | −3 | 0  |  |     |     |     |          |          |

1. 1 2 3  松本山雅FCはレギュレーション変更のため第2節以降は参加せず、当該試合（第2節：ベガルタ仙台戦、第3節：浦和レッズ戦）は得失点差0で相手チームの勝利扱いとなる。
2. ↑  試合は行わず、浦和に勝ち点3を追加する。
3. ↑  試合は行わず、仙台に勝ち点3を追加する。

| 2020年2月16日 第1節 | 浦和レッズ                                                              | 5 - 2             | ベガルタ仙台        | さいたま市                                                 |
| 14:03               | - レオナルド 9分, 35分 - 杉本健勇 18分, 51分 (pen.) - マルティノス 78分 | 公式記録 試合経過 | - 田中渉 41分, 42分 | 競技場: 埼玉スタジアム2002 観客数: 19,589人 主審: 高山啓義 |

| 2020年2月16日 第1節 | セレッソ大阪                                                          | 4 - 1             | 松本山雅FC     | 大阪市                                                        |
| 15:03               | - ブルーノ・メンデス 8分, 79分 (pen.) - 丸橋祐介 71分 - 清武弘嗣 90分 | 公式記録 試合経過 | - 鈴木雄斗 5分 | 競技場: ヤンマースタジアム長居 観客数: 6,679人 主審: 山岡良介 |

| 2020年8月5日 第2節 | セレッソ大阪    | 1 - 0             | 浦和レッズ | 大阪市                                                          |
| 19:03              | - 豊川雄太 82分 | 公式記録 試合経過 |            | 競技場: ヤンマースタジアム長居 観客数: 2,847人 主審: 福島孝一郎 |

| 2020年8月12日 第3節 | ベガルタ仙台 | 0 - 3             | セレッソ大阪                                                | 仙台市                                                          |
| 19:03               |              | 公式記録 試合経過 | - 柿谷曜一朗 15分 - 高木俊幸 33分 - ブルーノ・メンデス 45分 | 競技場: ユアテックスタジアム仙台 観客数: 1,840人 主審: 山岡良介 |

| 2020年2月26日 第2節 | ベガルタ仙台 | v | セレッソ大阪 | 仙台市                           |
| 19:00               |              |   |              | 競技場: ユアテックスタジアム仙台 |

| 2020年2月26日 第2節 | 浦和レッズ | v | 松本山雅FC | さいたま市                 |
| 19:30               |            |   |            | 競技場: 埼玉スタジアム2002 |

| 2020年3月4日 第3節 | 松本山雅FC | v | ベガルタ仙台 | 松本市                      |
| 19:00              |            |   |              | 競技場: サンプロ アルウィン |

| 2020年3月4日 第3節 | セレッソ大阪 | v | 浦和レッズ | 大阪市                         |
| 19:00              |              |   |            | 競技場: ヤンマースタジアム長居 |

| 2020年4月8日 第4節 | 松本山雅FC | v | 浦和レッズ | 松本市                      |
| 19:00              |            |   |            | 競技場: サンプロ アルウィン |

| 2020年4月8日 第4節 | セレッソ大阪 | v | ベガルタ仙台 | 大阪市                         |
| 19:00              |              |   |              | 競技場: ヤンマースタジアム長居 |

| 2020年4月22日 第5節 | ベガルタ仙台 | v | 松本山雅FC | 仙台市                           |
| 19:00               |              |   |            | 競技場: ユアテックスタジアム仙台 |

| 2020年4月22日 第5節 | 浦和レッズ | v | セレッソ大阪 | さいたま市                 |
| 19:30               |            |   |              | 競技場: 埼玉スタジアム2002 |

| 2020年5月6日 第6節 | ベガルタ仙台 | v | 浦和レッズ | 仙台市                           |
| 14:00              |              |   |            | 競技場: ユアテックスタジアム仙台 |

| 2020年5月6日 第6節 | 松本山雅FC | v | セレッソ大阪 | 松本市                      |
| 14:00              |            |   |              | 競技場: サンプロ アルウィン |

### Cグループ
| 順 | チーム                 | 試 | 勝 | 分 | 敗 | 得 | 失 | 差 | 点 |  |     | CON | SFR | YFC | SAG      |
| -- | ---------------------- | -- | -- | -- | -- | -- | -- | -- | -- |  | --- | --- | --- | --- | -------- |
| 1  | 北海道コンサドーレ札幌 | 3  | 2  | 1  | 0  | 6  | 2  | +4 | 7  |  |     |     | 2–1 | 1–1 |          |
| 2  | サンフレッチェ広島     | 2  | 1  | 0  | 1  | 3  | 2  | +1 | 4  |  |     |     |     |     | [ 注 2 ] |
| 3  | 横浜FC                 | 3  | 1  | 1  | 1  | 2  | 3  | −1 | 4  |  |     | 0–2 |     |     |          |
| 4  | サガン鳥栖             | 2  | 0  | 0  | 2  | 0  | 4  | −4 | 1  |  | 0–3 |     | 0–1 |     |          |

1. 1 2  第3節の広島vs鳥栖が中止（代替試合なし）となり、大会規定に基づき両チームに勝ち点1を加算して順位を確定させた[12]。
2. ↑  試合は中止となり、両者に勝ち点1を追加する。

| 2020年2月16日 第1節 | 横浜FC | 0 - 2             | サンフレッチェ広島                                        | 横浜市                                                      |
| 14:03               |        | 公式記録 試合経過 | - ドウグラス・ヴィエイラ 25分 - レアンドロ・ペレイラ 47分 | 競技場: ニッパツ三ツ沢球技場 観客数: 4,287人 主審: 上田益也 |

| 2020年2月16日 第1節 | サガン鳥栖 | 0 - 3             | 北海道コンサドーレ札幌                          | 鳥栖市                                                        |
| 14:03               |            | 公式記録 試合経過 | - ジェイ 14分 - 福森晃斗 81分 - 鈴木武蔵 90+2分 | 競技場: 駅前不動産スタジアム 観客数: 8,063人 主審: 福島孝一郎 |

| 2020年8月5日 第2節 | 北海道コンサドーレ札幌                          | 2 - 1             | サンフレッチェ広島 | 札幌市                                                    |
| 19:03              | - 金子拓郎 14分 - ドウグラス・オリヴェイラ 61分 | 公式記録 試合経過 | - 浅野雄也 22分    | 競技場: 札幌厚別公園競技場 観客数: 1,572人 主審: 佐藤隆治 |

| 2020年8月5日 第2節 | サガン鳥栖 | 0 - 1             | 横浜FC            | 鳥栖市                                                      |
| 19:03              |            | 公式記録 試合経過 | - 瀬沼優司 90+1分 | 競技場: 駅前不動産スタジアム 観客数: 3,340人 主審: 山本雄大 |

| 2020年8月12日 第3節 | 北海道コンサドーレ札幌             | 1 - 1             | 横浜FC          | 札幌市                                            |
| 19:03               | - アンデルソン・ロペス 49分 (pen.) | 公式記録 試合経過 | - 瀬沼優司 57分 | 競技場: 札幌ドーム 観客数: 3,787人 主審: 村上伸次 |

| （2020年8月12日） 第3節 | サンフレッチェ広島 | 中止 | サガン鳥栖 | （広島市）                           |
| （19:00）               |                    |      |            | 競技場: （エディオンスタジアム広島） |

| 2020年2月26日 第2節 | サンフレッチェ広島 | v | 北海道コンサドーレ札幌 | 広島市                           |
| 19:00               |                    |   |                        | 競技場: エディオンスタジアム広島 |

| 2020年2月26日 第2節 | サガン鳥栖 | v | 横浜FC | 鳥栖市                       |
| 19:00               |            |   |        | 競技場: 駅前不動産スタジアム |

| 2020年3月4日 第3節 | 横浜FC | v | 北海道コンサドーレ札幌 | 横浜市                       |
| 19:00              |        |   |                        | 競技場: ニッパツ三ツ沢球技場 |

| 2020年3月4日 第3節 | サンフレッチェ広島 | v | サガン鳥栖 | 広島市                           |
| 19:00              |                    |   |            | 競技場: エディオンスタジアム広島 |

| 2020年4月8日 第4節 | 北海道コンサドーレ札幌 | v | サンフレッチェ広島 | 札幌市             |
| 19:00              |                        |   |                    | 競技場: 札幌ドーム |

| 2020年4月8日 第4節 | 横浜FC | v | サガン鳥栖 | 横浜市                       |
| 19:00              |        |   |            | 競技場: ニッパツ三ツ沢球技場 |

| 2020年4月22日 第5節 | 北海道コンサドーレ札幌 | v | 横浜FC | 札幌市                     |
| 19:00               |                        |   |        | 競技場: 札幌厚別公園競技場 |

| 2020年4月22日 第5節 | サガン鳥栖 | v | サンフレッチェ広島 | 鳥栖市                       |
| 19:30               |            |   |                    | 競技場: 駅前不動産スタジアム |

| 2020年5月6日 第6節 | 北海道コンサドーレ札幌 | v | サガン鳥栖 | 札幌市                     |
| 14:00              |                        |   |            | 競技場: 札幌厚別公園競技場 |

| 2020年5月6日 第6節 | サンフレッチェ広島 | v | 横浜FC | 広島市                           |
| 14:00              |                    |   |        | 競技場: エディオンスタジアム広島 |

### Dグループ
| 順 | チーム         | 試 | 勝 | 分 | 敗 | 得 | 失 | 差 | 点 |  |  | REY | GAM | BEL | TRI |
| -- | -------------- | -- | -- | -- | -- | -- | -- | -- | -- |  |  | --- | --- | --- | --- |
| 1  | 柏レイソル     | 3  | 3  | 0  | 0  | 5  | 1  | +4 | 9  |  |  |     |     | 1–0 | 3–1 |
| 2  | ガンバ大阪     | 3  | 1  | 1  | 1  | 3  | 3  | 0  | 4  |  |  | 0–1 |     |     |     |
| 3  | 湘南ベルマーレ | 3  | 1  | 0  | 2  | 2  | 3  | −1 | 3  |  |  | 1–2 |     | 1–0 |     |
| 4  | 大分トリニータ | 3  | 0  | 1  | 2  | 2  | 5  | −3 | 1  |  |  | 1–1 |     |     |     |

| 2020年2月16日 第1節 | 湘南ベルマーレ         | 1 - 0             | 大分トリニータ | 平塚市                                                          |
| 15:03               | - 梅崎司 90+3分 (pen.) | 公式記録 試合経過 |                | 競技場: Shonan BMWスタジアム平塚 観客数: 6,217人 主審: 小屋幸栄 |

| 2020年2月16日 第1節 | ガンバ大阪 | 0 - 1             | 柏レイソル      | 吹田市                                                             |
| 15:03               |            | 公式記録 試合経過 | - オルンガ 24分 | 競技場: パナソニックスタジアム吹田 観客数: 13,114人 主審: 井上知大 |

| 2020年8月5日 第2節 | 柏レイソル      | 1 - 0             | 湘南ベルマーレ | 柏市                                                              |
| 19:03              | - 呉屋大翔 48分 | 公式記録 試合経過 |                | 競技場: 三協フロンテア柏スタジアム 観客数: 1,949人 主審: 飯田淳平 |

| 2020年8月5日 第2節 | 大分トリニータ  | 1 - 1             | ガンバ大阪        | 大分市                                                    |
| 19:03              | - 小塚和季 35分 | 公式記録 試合経過 | - パトリック 29分 | 競技場: 昭和電工ドーム大分 観客数: 2,544人 主審: 今村義朗 |

| 2020年8月12日 第3節 | 柏レイソル                            | 3 - 1             | 大分トリニータ  | 柏市                                                              |
| 19:03               | - 細谷真大 56分 - 北爪健吾 58分, 70分 | 公式記録 試合経過 | - 渡大生 90+1分 | 競技場: 三協フロンテア柏スタジアム 観客数: 1,969人 主審: 家本政明 |

| 2020年8月12日 第3節 | 湘南ベルマーレ  | 1 - 2             | ガンバ大阪            | 平塚市                                                        |
| 19:33               | - 山田直輝 14分 | 公式記録 試合経過 | - 唐山翔自 12分, 39分 | 競技場: Shonan BMWスタジアム平塚 観客数: 4,236人 主審: 東城穣 |

| 2020年2月26日 第2節 | 湘南ベルマーレ | v | 柏レイソル | 平塚市                           |
| 19:00               |                |   |            | 競技場: Shonan BMWスタジアム平塚 |

| 2020年2月26日 第2節 | 大分トリニータ | v | ガンバ大阪 | 大分市                     |
| 19:00               |                |   |            | 競技場: 昭和電工ドーム大分 |

| 2020年3月4日 第3節 | 柏レイソル | v | 大分トリニータ | 柏市                               |
| 19:00              |            |   |                | 競技場: 三協フロンテア柏スタジアム |

| 2020年3月4日 第3節 | ガンバ大阪 | v | 湘南ベルマーレ | 吹田市                             |
| 19:00              |            |   |                | 競技場: パナソニックスタジアム吹田 |

| 2020年4月8日 第4節 | 柏レイソル | v | 湘南ベルマーレ | 柏市                               |
| 19:00              |            |   |                | 競技場: 三協フロンテア柏スタジアム |

| 2020年4月8日 第4節 | ガンバ大阪 | v | 大分トリニータ | 吹田市                             |
| 19:00              |            |   |                | 競技場: パナソニックスタジアム吹田 |

| 2020年4月22日 第5節 | 湘南ベルマーレ | v | ガンバ大阪 | 平塚市                           |
| 19:00               |                |   |            | 競技場: Shonan BMWスタジアム平塚 |

| 2020年4月22日 第5節 | 大分トリニータ | v | 柏レイソル | 大分市                     |
| 19:00               |                |   |            | 競技場: 昭和電工ドーム大分 |

| 2020年5月6日 第6節 | 柏レイソル | v | ガンバ大阪 | 柏市                               |
| 14:00              |            |   |            | 競技場: 三協フロンテア柏スタジアム |

| 2020年5月6日 第6節 | 大分トリニータ | v | 湘南ベルマーレ | 大分市                     |
| 14:00              |                |   |                | 競技場: 昭和電工ドーム大分 |

### 各グループ2位
| 順 | グ | チーム             | 試 | 勝 | 分 | 敗 | 得 | 失 | 差 | 点 |                      |
| -- | -- | ------------------ | -- | -- | -- | -- | -- | -- | -- | -- | -------------------- |
| 1  | A  | 名古屋グランパス   | 3  | 2  | 1  | 0  | 6  | 2  | +4 | 7  | プライムステージ進出 |
| 2  | B  | 浦和レッズ         | 2  | 1  | 0  | 1  | 5  | 3  | +2 | 6  |                      |
| 3  | C  | サンフレッチェ広島 | 2  | 1  | 0  | 1  | 3  | 2  | +1 | 4  |                      |
| 4  | D  | ガンバ大阪         | 3  | 1  | 1  | 1  | 3  | 3  | 0  | 4  |                      |

## プライムステージ
抽選に当たっては、全1回戦制になったことを踏まえ、ワイルドカード（グループステージ2位の最上位）の名古屋が全試合アウェーになるポジションに入り、それ以外の7チームで7つのポジションを抽選した。
以下のトーナメント表では、上のチームのホームゲームとして開催される。
|  | 準々決勝 (9月2日)      | 準々決勝 (9月2日)      | 準々決勝 (9月2日) |            |                  | 準決勝 (10月7日) | 準決勝 (10月7日) | 準決勝 (10月7日) |  |  | 決勝 (2021年1月4日) | 決勝 (2021年1月4日) | 決勝 (2021年1月4日) |  |
|  |                        |                        |                   |            |                  |                  |                  |                  |  |  |                     |                     |                     |  |
|  | 北海道コンサドーレ札幌 | 北海道コンサドーレ札幌 | 1 (4)             |            |                  |                  |                  |                  |  |  |                     |                     |                     |  |
|  | 北海道コンサドーレ札幌 | 北海道コンサドーレ札幌 | 1 (4)             |            |                  |                  |                  |                  |  |  |                     |                     |                     |  |
|  | 横浜F・マリノス (p)    | 横浜F・マリノス (p)    | 1 (5)             |            |                  |                  |                  |                  |  |  |                     |                     |                     |  |
|  | 横浜F・マリノス (p)    | 横浜F・マリノス (p)    | 1 (5)             |            | 横浜F・マリノス  | 横浜F・マリノス  | 0                |                  |  |  |                     |                     |                     |  |
|  |                        |                        |                   |            | 横浜F・マリノス  | 横浜F・マリノス  | 0                |                  |  |  |                     |                     |                     |  |
|  |                        |                        | 柏レイソル        | 柏レイソル | 1                |                  |                  |                  |  |  |                     |                     |                     |  |
|  | セレッソ大阪           | セレッソ大阪           | 柏レイソル        | 柏レイソル | 1                | 0                |                  |                  |  |  |                     |                     |                     |  |
|  | セレッソ大阪           | セレッソ大阪           |                   |            |                  |                  |                  |                  |  |  |                     |                     |                     |  |
|  | 柏レイソル             | 柏レイソル             | 3                 |            |                  |                  |                  |                  |  |  |                     |                     |                     |  |
|  | 柏レイソル             | 柏レイソル             | 3                 |            | 柏レイソル       | 柏レイソル       | 1                |                  |  |  |                     |                     |                     |  |
|  |                        |                        |                   |            |                  |                  |                  |                  |  |  |                     |                     |                     |  |
|  |                        |                        | FC東京            | FC東京     | 2                |                  |                  |                  |  |  |                     |                     |                     |  |
|  | ヴィッセル神戸         | ヴィッセル神戸         | FC東京            | FC東京     | 2                | 0                |                  |                  |  |  |                     |                     |                     |  |
|  | ヴィッセル神戸         | ヴィッセル神戸         |                   |            |                  |                  |                  |                  |  |  |                     |                     |                     |  |
|  | 川崎フロンターレ       | 川崎フロンターレ       | 6                 |            |                  |                  |                  |                  |  |  |                     |                     |                     |  |
|  | 川崎フロンターレ       | 川崎フロンターレ       | 6                 |            | 川崎フロンターレ | 川崎フロンターレ | 0                |                  |  |  |                     |                     |                     |  |
|  |                        |                        |                   |            | 川崎フロンターレ | 川崎フロンターレ | 0                |                  |  |  |                     |                     |                     |  |
|  |                        |                        | FC東京            | FC東京     | 2                |                  |                  |                  |  |  |                     |                     |                     |  |
|  | FC東京                 | FC東京                 | FC東京            | FC東京     | 2                | 3                |                  |                  |  |  |                     |                     |                     |  |
|  | FC東京                 | FC東京                 |                   |            |                  |                  |                  |                  |  |  |                     |                     |                     |  |
|  | 名古屋グランパス       | 名古屋グランパス       | 0                 |            |                  |                  |                  |                  |  |  |                     |                     |                     |  |

### 準々決勝
| 北海道コンサドーレ札幌 (Cグループ1位)                                      | 1 - 1             | 横浜F・マリノス (プライムステージより出場)                                                     |
| -------------------------------------------------------------------------- | ----------------- | ---------------------------------------------------------------------------------------------- |
| - 駒井善成 53分                                                            | 公式記録 試合経過 | - 天野純 77分                                                                                  |
| PK戦                                                                       |                   |                                                                                                |
| - ドウグラス・オリヴェイラ - 荒野拓馬 - キム・ミンテ - 中野嘉大 - 福森晃斗 | 4 - 5             | - チアゴ・マルチンス - マルコス・ジュニオール - ジュニオール・サントス - オナイウ阿道 - 松原健 |

| セレッソ大阪 (Bグループ1位) | 0 - 3             | 柏レイソル (Dグループ1位)           |
| --------------------------- | ----------------- | ----------------------------------- |
|                             | 公式記録 試合経過 | - 呉屋大翔 40分 - 江坂任 83分, 90分 |

| ヴィッセル神戸 (プライムステージより出場) | 0 - 6             | 川崎フロンターレ (Aグループ1位)                                                  |
| ----------------------------------------- | ----------------- | -------------------------------------------------------------------------------- |
|                                           | 公式記録 試合経過 | - 小林悠 7分, 13分 - 齋藤学 21分 - 家長昭博 46分 - 脇坂泰斗 72分 - 宮代大聖 87分 |

| FC東京 (プライムステージより出場)         | 3 - 0             | 名古屋グランパス (Aグループ2位) |
| ----------------------------------------- | ----------------- | ------------------------------- |
| - 安部柊斗 37分, 53分 - アダイウトン 76分 | 公式記録 試合経過 |                                 |

### 準決勝
| 横浜F・マリノス | 0 - 1             | 柏レイソル      |
| --------------- | ----------------- | --------------- |
|                 | 公式記録 試合経過 | - 山下達也 11分 |

| 川崎フロンターレ | 0 - 2             | FC東京                  |
| ---------------- | ----------------- | ----------------------- |
|                  | 公式記録 試合経過 | - レアンドロ 14分, 62分 |

## 決勝

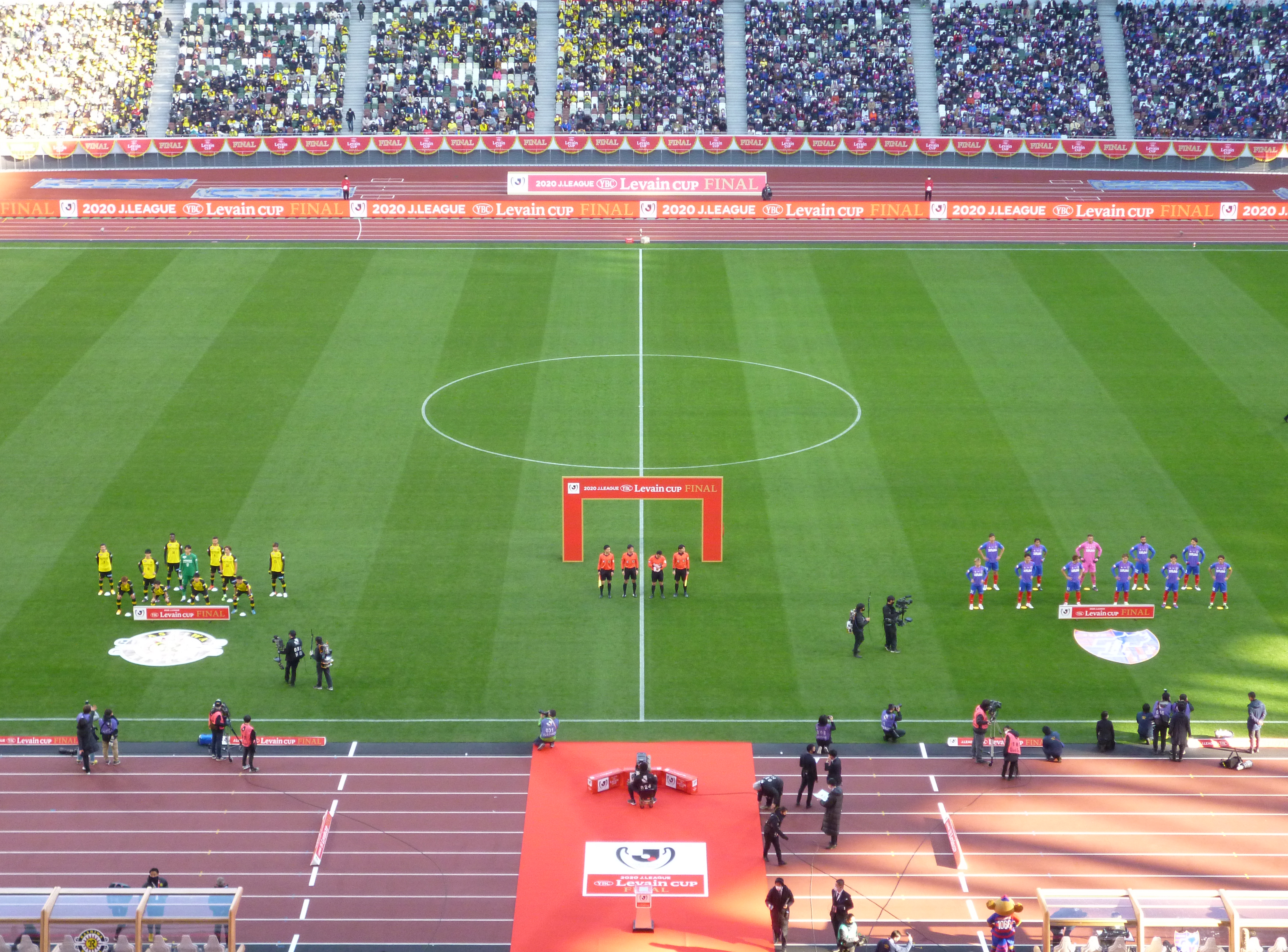
決勝戦前の記念撮影の様子

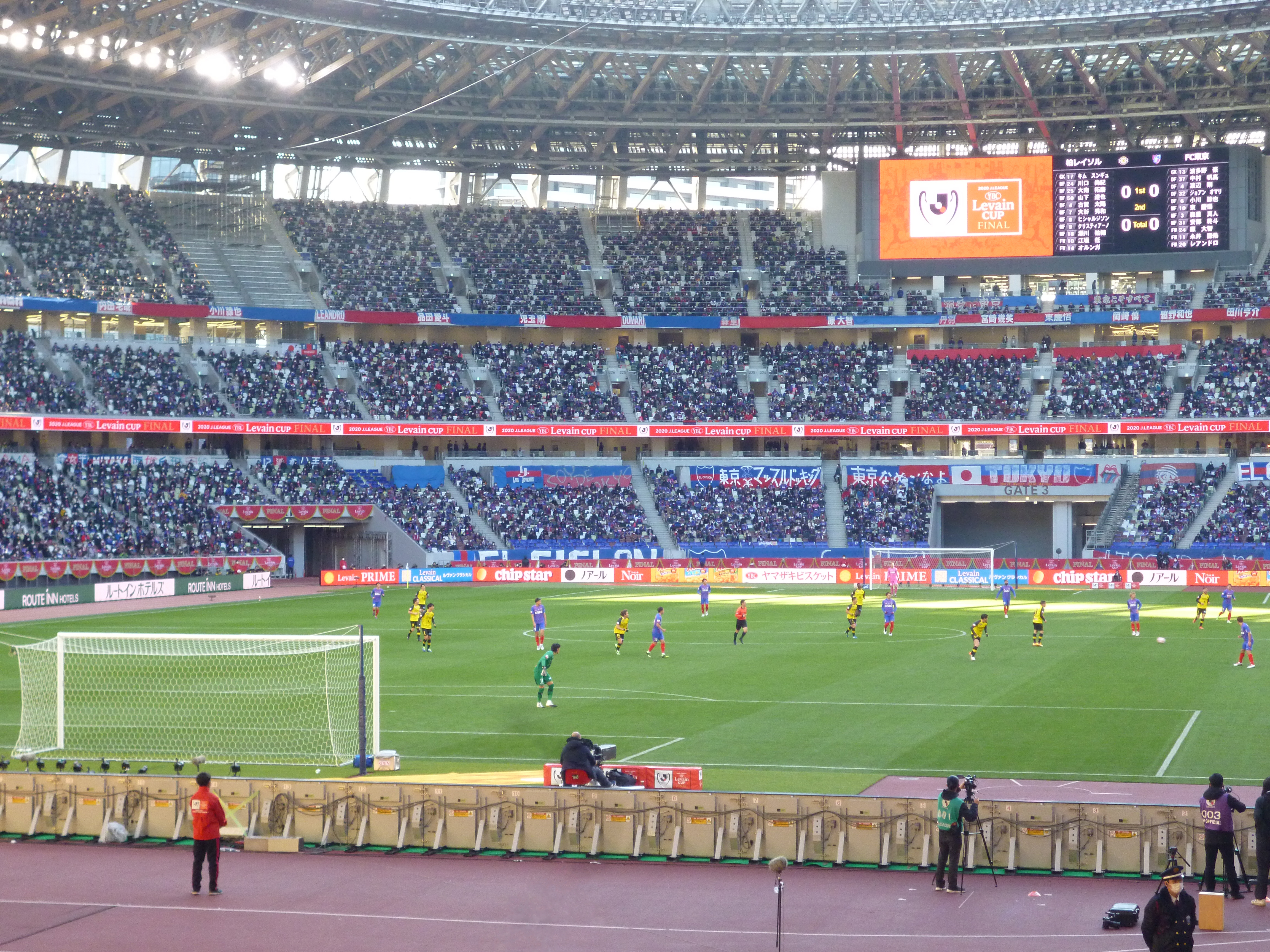

決勝に駒を進めたのは、準決勝で前年のJ1王者である横浜FM相手に、試合序盤のコーナーキックから挙げたDF山下達也のゴールを守り切った柏と、準決勝でJ1で首位を独走する前回大会王者の川崎を相手に、少ないチャンスからFWレアンドロの2ゴールで勝ち上がったFC東京の2チーム。国立競技場での決勝開催は、旧・国立競技場で開催され、柏が14年ぶりの優勝を果たした2013年大会以来7年ぶり で、こちらも旧国立で優勝した2009年大会以来11年ぶりの優勝を目指すFC東京共々、3回目の優勝を目指す戦いとなった。当初は、試合当日が新型コロナウイルス感染症 (COVID-19) による影響により収容人員の50%で行われ、産業技術総合研究所との連携の下、場内にカメラ、レーダー、二酸化炭素計測器を設置し、入場者間の平均距離、マスクの有無、応援方法などの行動、二酸化炭素濃度の変化などを推定・測定し、大規模イベントを開催するための指針づくりに向けたデータ収集が行われる予定とされていた。
しかし、試合前週の11月2日、柏の選手1名にCOVID-19検査の陽性反応が、さらに翌3日には監督のネルシーニョを含むチームスタッフ2名に同じく陽性反応が、さらに翌4日には選手2名とスタッフ8名に同じく陽性反応が示されたことを受け、Jリーグと両クラブが協議した結果、11月7日に予定されていた決勝の開催を一旦取りやめることとなった。代替日程について改めて協議され、11月下旬からFC東京はACLが集中開催されるカタールに渡航するため、2021年元日に行われる天皇杯決勝より後も含めて検討された 結果、FC東京のACLから帰国後の隔離期間や両チームの天皇杯決勝進出の可能性を勘案した場合に「確実に試合が行える日」がこの日しかないという理由で、2021年1月4日に開催されることが発表され、異例の越年開催・平日の決勝となることが決定した。なお、同日の開催が何らかの事情で不可能となった場合は「再延期無し（中止）」「両チーム優勝扱い」「優勝賞金は準優勝賞金との合算額を折半」「MVP選出無し」とすることが決定。
紆余曲折を経て迎えた決勝は、柏はMFヒシャルジソンなどJ1最終節から2人を入れ替え、J1得点王のFWオルンガを1トップに据えた4-2-3-1の布陣。一方FC東京はDF森重真人をアンカーに起用し、レアンドロ・永井謙佑・原大智の3枚のFWを前線に置いた4-1-2-3の布陣で臨んだ。
序盤から攻守の切り替えの速い展開となった一戦は、16分、カウンターからセンターライン付近でボールを拾ったレアンドロが左サイドを駆け上がり、そのままペナルティエリアに侵入し、右に流れながらシュート。これが決まってFC東京が先制する。一方の柏はオルンガやMF江坂任になかなかボールが収まらず苦しい展開となるが、前半終了間際に得たコーナーキックのチャンスから、MFクリスティアーノのボールをオルンガが頭で合わせ高く浮いたボールがFC東京GK波多野豪がはじき出し損ない、そのこぼれ球を柏MF瀬川祐輔が押し込んで同点に追いつく。
後半に入っても一進一退の攻防が続き両チームとも決め手を欠く中、FC東京は67分にFWアダイウトンとMF三田啓貴を同時投入。すると74分、前線へのロングボールのこぼれ球をFW永井が頭でボックス内に落とすと、駆け込んだアダイウトンがつま先でゴール右へ蹴り込み、FC東京が勝ち越しに成功する。追う展開となった柏はFW呉屋大翔・MF神谷優太・MF三原雅俊・MF仲間隼斗と次々に投入して攻勢を強めるが、FC東京の粘り強い守備にゴールを割ることが出来ず、そのままタイムアップ。FC東京が柏を2-1で破り、11年ぶり3度目の優勝を成し遂げた。
| 柏レイソル      | 1 - 2             | FC東京                                |
| --------------- | ----------------- | ------------------------------------- |
| - 瀬川祐輔 45分 | 公式記録 試合経過 | - レアンドロ 16分 - アダイウトン 74分 |

| 柏レイソル   |    |                  |  |      |
| GK           | 17 | キム・スンギュ   |  |      |
| DF           | 24 | 川口尚紀         |  |      |
| DF           | 25 | 大南拓磨         |  |      |
| DF           | 50 | 山下達也         |  |      |
| DF           | 04 | 古賀太陽         |  |      |
| MF           | 07 | 大谷秀和         |  | 78分 |
| MF           | 08 | ヒシャルジソン   |  | 86分 |
| MF           | 09 | クリスティアーノ |  |      |
| MF           | 18 | 瀬川祐輔         |  | 78分 |
| FW           | 10 | 江坂任           |  | 78分 |
| FW           | 14 | オルンガ         |  |      |
| 控えメンバー |    |                  |  |      |
| GK           | 16 | 滝本晴彦         |  |      |
| DF           | 15 | 染谷悠太         |  |      |
| DF           | 20 | 三丸拡           |  |      |
| MF           | 27 | 三原雅俊         |  | 78分 |
| MF           | 33 | 仲間隼斗         |  | 86分 |
| MF           | 39 | 神谷優太         |  | 78分 |
| FW           | 19 | 呉屋大翔         |  | 78分 |
|              |    |                  |  |      |
| 監督         |    |                  |  |      |
| ネルシーニョ |    |                  |  |      |

| FC東京       |    |                  |  |      |
| GK           | 13 | 波多野豪         |  |      |
| DF           | 37 | 中村帆高         |  |      |
| DF           | 04 | 渡辺剛           |  |      |
| DF           | 32 | ジョアン・オマリ |  |      |
| DF           | 06 | 小川諒也         |  |      |
| MF           | 10 | 東慶悟           |  | 67分 |
| MF           | 03 | 森重真人         |  |      |
| MF           | 31 | 安部柊斗         |  |      |
| FW           | 24 | 原大智           |  | 67分 |
| FW           | 11 | 永井謙佑         |  | 90分 |
| FW           | 20 | レアンドロ       |  |      |
| 控えメンバー |    |                  |  |      |
| GK           | 01 | 児玉剛           |  |      |
| DF           | 05 | 丹羽大輝         |  |      |
| MF           | 28 | 内田宅哉         |  | 90分 |
| MF           | 44 | 品田愛斗         |  |      |
| MF           | 07 | 三田啓貴         |  | 67分 |
| FW           | 15 | アダイウトン     |  | 67分 |
| FW           | 38 | 紺野和也         |  |      |
|              |    |                  |  |      |
| 監督         |    |                  |  |      |
| 長谷川健太   |    |                  |  |      |

| 2020 Jリーグカップ 優勝 |
| ----------------------- |
| FC東京 11年ぶり 3回目   |

## 表彰
| 表彰名           | 選手名     | 所属クラブ   |
| ---------------- | ---------- | ------------ |
| 大会MVP          | レアンドロ | FC東京       |
| ニューヒーロー賞 | 瀬古歩夢   | セレッソ大阪 |

## 得点ランキング
| 順位 | 選手               | 所属             | 得点 |
| ---- | ------------------ | ---------------- | ---- |
| 1    | 小林悠             | 川崎フロンターレ | 4    |
| T2   | レアンドロ         | FC東京           | 3    |
| T2   | 三笘薫             | 川崎フロンターレ | 3    |
| T2   | ブルーノ・メンデス | セレッソ大阪     | 3    |
| T5   | 13名               | 13名             | 2    |

最終更新は2021年1月4日の試合終了時

出典: J.League Data Site